# Rodolfo Acosta
Rodolfo Pérez Acosta (El Paso, Texas, 29 de julio de 1920, Woodland Hills, California, 7 de noviembre de 1974) fue un actor estadounidense. 

## Primeros años
Rodolfo Pérez Acosta nació el 29 de julio de 1920 en El Segundo Barrio de El Paso, Texas, siendo hijo de José Acosta y Alexandrina Pérez de Acosta. Su padre, un carpintero, mudó a su familia a Los Ángeles, donde Acosta se crio y se graduó de la escuela secundaria Lincoln. Estudió teatro en Los Angeles City College y en la Universidad de California en Los Ángeles (UCLA), y también apareció en el Pasadena Playhouse. A los 19 años recibió una beca para estudiar en el Palacio de Bellas Artes, ubicado en la Ciudad de México, donde se encontró durante tres años. En 1943, durante la Segunda Guerra Mundial, Acosta se alistó en la Marina de los Estados Unidos, donde trabajó en Inteligencia Naval.

## Carrera
Después de la guerra, llegó a México y trabajó con un pequeño papel en la película: El canto de la sirena, dirigida por Norman Foster. En 1948, el director de westerns John Ford, filmó en México La película El fugitivo, en la que Rodolfo tuvo sus primeros pasos en Hollywood, en un papel destacado que el mismo director le ofreció. Gracias a esa película, inició una gran amistad con John Ford, con quien volvería a trabajar posteriormente y con Emilio Fernández, quien más adelante le daría su papel consagratorio en México.
A partir de su participación en la película Rosenda (1948), dirigida por Julio Bracho y protagonizada por Fernando Soler y Rita Macedo, Rodolfo comenzó a especializarse en personajes de villanos. En 1949 Emilio Fernández, con quién había fraternizado durante la filmación de El fugitivo, le escribe el papel con el que se consagra como actor: Paco, el cinturita (proxeneta) que explotaba a Mercedes (Marga López), en "salón México", hasta que Mercedes en un arranque de valentía termina apuñalándolo; este papel le valió la nominación al premio Ariel y haber captado la atención a nivel internacional, por lo que firma con Hugo Fregonese para co-estelarizar con James Mason la producción de 1950 One Way Street, que lo llevó a conseguir un contrato con Universal Pictures.
Antes de decidirse definitivamente por el cine de Hollywood, Rodolfo trabajó en México en cintas con las que dejó una huella imborrable como El puerto de los siete vicios (1951), junto a la bella Miroslava Stern, Retorno al quinto patio (1951), con Emilio Tuero, Víctimas del pecado (1951), otra de sus cintas clásicas y donde alternó con la cubana Ninón Sevilla, Los amantes (1951) con Emilia Guiú y David Silva, Sensualidad (1951), nuevamente con Ninón Sevilla, Islas Marías (1951), en donde trabaja por única vez con el ídolo de México Pedro Infante, Linda mujer (Yo soy Mexicano de acá de este lado) (1952) con la rumbera Rosa Carmina, El mar y tú (1952), alternando con Columba Domínguez, Jorge Mistral y Martha Roth. En 1954 emigra a Hollywood y sólo regresa a México para trabajar en la película Río Hondo (1965), dirigida por Rogelio A. González.

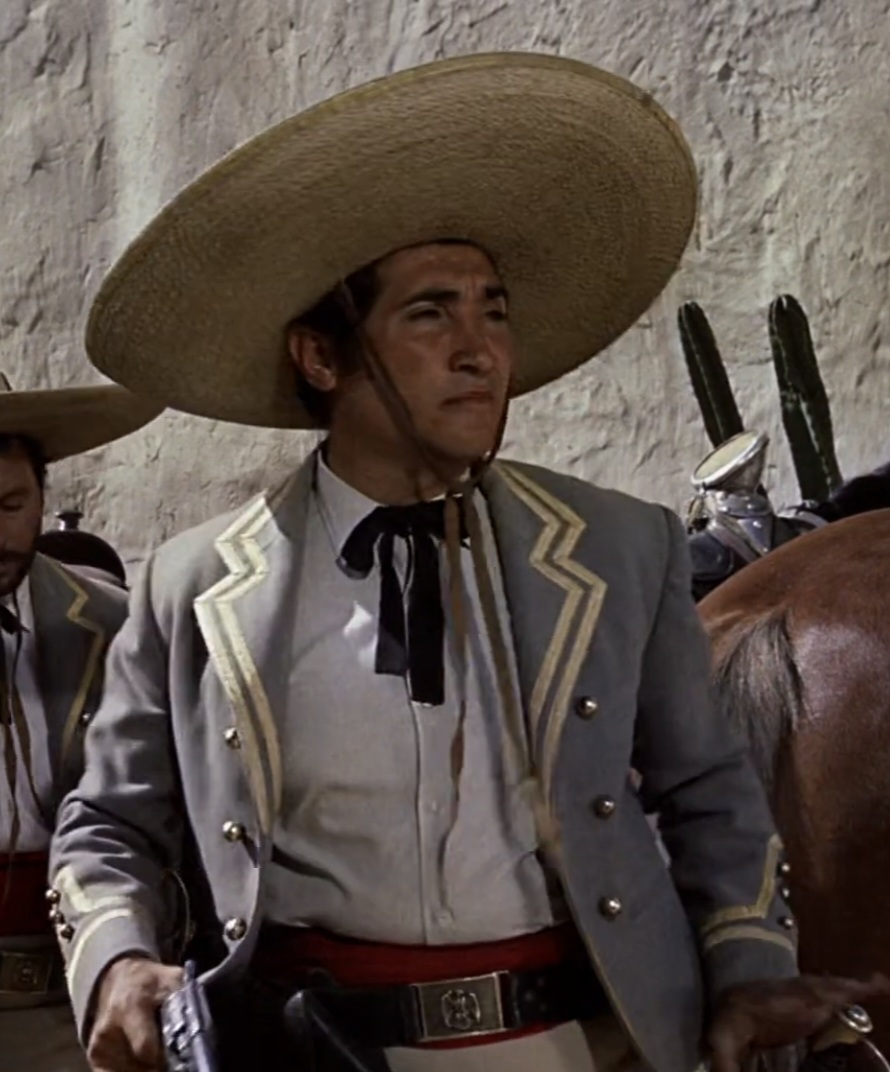
Acosta, en One-Eyed Jacks (1961).

En Hollywood, logró afianzar su carrera y trabajó con una galería de estrellas importantes, que incluyó a John Wayne, Elvis Presley, Robert Mitchum, Marlon Brando, Rock Hudson, Glenn Ford y Gregory Peck en películas como: Wings of the Hawk (1953), A Life in the Balance (1953), The Littlest Outlaw (1955), Bandido (1956), The Proud Ones (1956), The Tijuana Story (1957), One-Eyed Jacks (1961), How the West Was Won (1962), Los cuatro hijos de Katie Elder (1965), Return of the Seven (1966) y Pat Garrett y Billy the Kid (1973). También apareció periódicamente en series de western para televisión.

## Vida personal y muerte
Rodolfo Acosta se casó con Jeanine Cohen en 1945 en Casablanca, Marruecos, mientras estaba en el ejército. En 1956, Cohen acusó a Acosta de adulterio por compartir un departamento en la Ciudad de México desde 1953 con la actriz Ann Sheridan. Acosta posteriormente solicitó el divorcio en 1957. Luego se casó con Vera Martínez en Las Vegas, Nevada el 18 de septiembre de 1971 y se divorciaron en octubre de 1974. Fue padre de cinco hijos. Su hijo, Dante Acosta, es un político de  Santa Clarita, California.
El 7 de noviembre de 1974, Acosta murió de cáncer hepático en la Motion Picture and Television Country House and Hospital en Woodland Hills, California, y fue enterrado en Hollywood Hills en el Forest Lawn Memorial Park.

## Filmografía

### Cine
| Año  | Título           | Papel                 |
| ---- | ---------------- | --------------------- |
| 1948 | Salón México     | Paco                  |
| 1951 | Las Islas Marías | El silencio           |
| 1953 | El billetero     | Marcos Aguirre Torres |

### Televisión
| Año           | Título             | Papel                                           | Notas                                       |
| ------------- | ------------------ | ----------------------------------------------- | ------------------------------------------- |
| 1958-59, 1961 | Cheyenne           | Lobos / Luis Cárdenas / Luis Boladas            | 3 episodios                                 |
| 1958-1960     | El Zorro           | Carancho / Perico Verdugo                       | 3 episodios; acreditado como Rudolph Acosta |
| 1959-1964     | Rawhide            | Del Latigo / Arapahoe Leader / Ossolo / Chisera | 4 episodios                                 |
| 1962          | Maverick           | Sebastian Bolanes                               | Episodio: «Poker Face»                      |
| 1964-1970     | Bonanza            | Sheriff Vincente Aranda / Matar / Lijah / Juan  | 4 episodios                                 |
| 1965-66       | Daniel Boone       | Running Fox / Gabriel                           | 2 episodios                                 |
| 1967-69       | The High Chaparral | Vaquero                                         | 22 episodios                                |

## Nominaciones

### Premios Ariel
| Año  | Categoría             | Trabajo nominado | Resultado |
| ---- | --------------------- | ---------------- | --------- |
| 1948 | Coactuación masculina | Salón México     | Nominado  |